# Balkanabat
Balcanabate (turquemeno: Balkanabat; russo: Балканабат), anteriormente Nebit Dag, é uma cidade no oeste de Turquemenistão, e a capital da província de Balcã. Está localizado a uma altura de 17 metros, uns 400 quilômetros de Asgabade. Em 2006, a cidade tinha uma população estimada de 87.822 habitantes.

## Indústria, economia e transportes
Balcanabate é um centro industrial de petróleo e produção de gás natural. A cidade está conectada a Asgabade pela Turkmenistan Airlines, assim como por trem e ônibus.

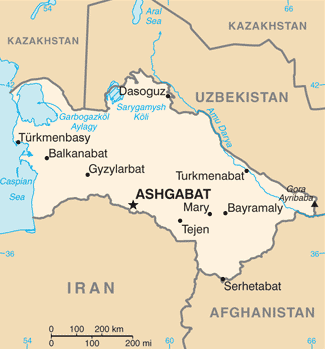
Mapa do Turquemenistão mostrando a localização de várias cidades. Entre elas, Balcanabate.

## Nome e história
O nome anterior, Nebit Dag, significa "Montanha de petróleo" na língua turquemena, e chega o nome da grande montanha dos Balxanes Daglary gama. Foi fundada em 1933, como uma das paradas ferroviárias Trans-Cáspio.
Predefinição:Província de Balkan